# Marketingové náklady
Marketingové náklady podle Cambridgeského slovníku: "Marketingové náklady jsou celkové náklady spojené s poskytováním zboží a služeb zákazníkovi.". Marketingové náklady jsou důležitým aspektem pro všechny podniky, protože marketing je základní funkce, která vytváří zákazníka. Je důležité, aby majitelé podniků chápali význam marketingových výdajů i v širších souvislostech jako je například jejich účetní definice, problematika řízení marketingových výdajů nebo také daňová problematika.

## Marketingový rozpočet
Na finanční prostředky do marketingu se stále, trochu paradoxně, pohlíží jako na výdaj, nikoli na investici. Výdaje na marketing patří většinou k prvním, které firmy redukují. Přitom tato logika je zjevně nesprávná – v ideálním případě by měly marketingové výdaje být těmi, které budou redukovány mezi posledními, pokud ne navyšovány. Konkrétní výši marketingového rozpočtu není v praxi jednoduché stanovit. Výše marketingových rozpočtů se rámcově pohybují mezi 1 až 25 % objemu ročních prodejů, v závislosti na mnoha oborových faktorech, které firmu ovlivňují.

### Metody tvorby marketingového rozpočtu[3]
1. Marginální analýza
Princip je velmi jednoduchý, firma investuje, dokud přírůstek investic přináší vyšší návratnost. Zisk tvoří rozdíl mezi výdaji na marketing firmy a hrubým výnosem z investic do marketingu. Používá se minimálně.
2. Netečnost
Firma má konstantní marketingový rozpočet bez ohledu na trh, aktivity konkurence, možnosti na straně zákazníků. V tomto případě se rozhodně nejedná o strategický přístup k tvorbě rozpočtu pro marketing.
3. Libovolná alokace
Tato metoda je velmi jednoduchá a je obvyklá zejména u malých firem. Jedná se o velmi subjektivní způsob investování bez vztahu k analýzám a strategii. Tento způsob může kromě jiného znamenat, že osobní kontakty např. majitele společnosti jsou nadřazeny nad zvažováním potřeb zákazníků a tržního prostředí.
4. Co si můžeme dovolit
Tato metoda je častá v malých nebo středních firmách, kde oblast marketingu velmi často není součástí strategického plánu a nejsou pro ni definovány žádné cíle. Daný postup je většinou málo efektivní, výhodou je to, že bezprostředně neohrožuje zisk firmy.
5. Procento z obratu
Tento jednoduchý postup je běžný a oblíbený v řadě firem. V tomto případě je rozpočet definován jako procento plánovaného obratu v budoucím roce. Někteří autoři uvádějí procenta mezi 0,5 – 10 %. Stejně jako předchozí metoda neohrožuje zisk firmy.
6. Podle konkurentů, parita
Metoda se používá často u rychloobrátkového zboží. Spočívá v tom, že firma sleduje investice do marketingu u konkurence a potom jejich rozpočet v podstatě kopíruje. Využívá benchmarking. Výhodou je to, že trh zpravidla nebude destabilizován přeinvestováním na straně jedné a extrémní nízkými investicemi na straně druhé.
7. Cíl a úkol
Uvedená metoda se odlišuje
tím, že prvním krokem je stanovení cílů a jednotlivých marketingových aktivit a
na základě toho se vytvoří rozpočet. Vyžaduje strategické plánování a investiční analýzy a tím je tato metoda nadřazena ostatním metodám. Často jsou konečné náklady odlišné od předpokládaných.

### Plánování a řízení marketingového rozpočtu[4]
Úspěšný a fungující marketing se dá dělat i s naprosto minimálními náklady, jenom to víc „bolí“. Čím méně má podnikatel prostředků na svou marketingovou kampaň, tím pečlivěji ji musí předem promyslet a naplánovat. Nelze spoléhat na jednorázová a rychlá řešení. Špatně provedená nebo nesprávně načasovaná kampaň nové zákazníky nepřinese, pouze zcela bez užitku spolyká velké množství peněz a její výsledky budou velkým zklamáním.
Myslet dopředu
Rozpočet (alespoň v hrubých rysech) se vyplatí sestavovat vždy dlouhodobě. Podnikatel by měl vzít v úvahu zisky za uplynulý rok a předpokládat při stejných podnikatelských aktivitách podobný hospodářský výsledek.
Nechat si rezervy
Podnikatel by měl sestavit svůj rozpočet na marketing tak, aby mu něco zbylo na nepředpokládané výdaje. Vždy se může objevit něco, co bude muset nebo chtít udělat, ale už na to nebudou peníze.
Přizpůsobit se trhu
V průběhu roku se trh pro produkt vyvíjí v závislosti na ročním období, svátcích i jiných událostech (v létě nebo v únoru asi nemá smysl inzerovat prodej vánočních stromků).
Měřit efektivitu kampaní a vynaložených investic
Jednou z nejjednodušších cest, jak měřit efektivitu vynaložených investic, je jednoduchý výpočet nákladů na získání jednoho zákazníka.  

## Marketingové nástroje a jejich náklady
Operativní a praktickou konkretizaci procesu marketingového řízení představuje marketingový mix. Jedná se o soubor kontrolovatelných marketingových proměnných, připravených k tomu, aby výrobní (produkční) program firmy byl co nejblíže potřebám a přáním cílového trhu. Marketingový mix je tvořen z několika prvků, které jsou vzájemně propojeny, a vyznačuje se hledáním jejich optimálních proporcí.
Odpovědnost za marketingové náklady také vyžaduje, aby marketéři dokázali přesněji odhadnout výsledky různých marketingových investic. Při modelování marketingového mixu analyzují data z různých zdrojů, jako jsou údaje z čárových kódů snímané v maloobchodech, data o dodávkách společnosti, cenová tvorba, data o nákladech na nákup médií a propagaci, takže je možné lépe porozumět důsledkům specifických marketingových aktivit.
Moderní marketing bývá také obviňován, že zvyšuje ceny kvůli rozsáhlé reklamě a propagaci. Jedno balení reklamou podporovaného aspirinu se prodává za stejnou cenu jako sto tabletek méně propagovaných (tzv. “generických”) značek. Diferenciace produktů – kosmetiky, čisticích prostředků, toaletních potřeb – zahrnuje reklamu a náklady na balení, které mohou dosáhnout více než 40% ceny, za kterou produkt prodává výrobce prodejci. Kritici tvrdí, že obaly a reklama přidávají produktu pouze psychologickou a nikoli skutečnou funkční hodnotu. Prodejci používají další reklamní akce – inzerci, předváděcí akce a výhry – které maloobchodní ceny ještě zvyšují.

### Nejčastější marketingové náklady[8]
Náklady na mzdy marketingových specialistů
Platy marketingového oddělení musí být považována za nedílnou součást marketingových nákladů. Z praxe můžeme uvést každou větší firmu, která se zabývá prodejem masovému trhu. Každá takováto společnost má vlastní marketingové oddělení.
Marketingový výzkum
Průzkum trhu je velmi náročný na čas, energii, proto je velmi nákladný. Často se zadává externím agenturám, aby nezahltil marketingové oddělení. K relevantním informacím se navíc někdy není možné dostat z veřejně dostupných zdrojů a tak je potřeba počítat i s náklady vynaloženými na odměnu některým podnikům nebo státním institucím, které potřebné údaje mají k dispozici a za úplatu jsou ochotny je poskytnout.
Propagace
Řadí se k jednorázovým výdajům, které souvisí například s uvedením nového výrobku na trh nebo s novou modifikací stávajícího
výrobku či služeb. Z praxe můžeme uvést propagaci nově zaváděného výrobku Cider na český trh společností Kingswood, která najala skupinky mladých lidí po 3. Ti v nejrušnější víkendové večery obcházeli hospody, bary a jiné podniky, kde se lidé přišli bavit a nabízeli jim účast ve hře. Účast ve hře bylo možné získat zakoupením propagované limonády Cider. Ve hře bylo možné vyhrát bio jablko, dřevěné sluneční párty brýle nebo další Cider. Vše bylo promyšlené a v souladu s hlavní filosofií Kingswood. Samotný úspěch této akce byl dán především komunikací, kterou společnost zvolila a na kterou své pracovníky proškolila. Sociální média a on-line reklamy jsou obvykle nejlevnější formy reklamy. Po vytvoření webové stránky pro společnost je její údržba relativně levná. Sociální média jsou jedním z nejnovějších forem reklamy a mohou být poměrně levné ve srovnání s tištěnými médii. Jako příklad můžeme uvést marketing na Facebooku. Společnost si může založit vlastní stránky, ale proto, aby byly funkční a splňovaly nároky uživatelů případně potenciálních uživatelů, je třeba denního monitoringu, obnovy, aktualizace a údržby stránek, případně zajištění odpovědí na podněty, které plynou z tohoto komunikačního kanálu.
Reklamní náklady
Náklady na reklamu na internetu, v tisku a jiných publikacích – pro udržení nějaké zajímavější pozice na internetu, tisku nebo jiných publikacích je potřeba poptávat práci určitých společností. Pro dobrou pozici v internetovém vyhledavači je třeba poptávat společnosti zaměřující se na tvorbu a optimalizaci webových stránek a jejich viditelnosti.  